# Заборовка (Псковский район)
Заборовка — деревня в Псковском районе Псковской области. Входит в состав Серёдкинской волости. 
Расположена в 35 км к северу от Пскова и в 2 км к юго-востоку от села Серёдка.
| 2001 | 2002 | 2010 |
| ---- | ---- | ---- |
| 44   | ↘39  | ↘24  |

## Топографические карты
- Лист карты O-35-XVII Новоселье. Масштаб: 1 : 200 000. Издание 1980 г.